# Гурченко Людмила Марківна

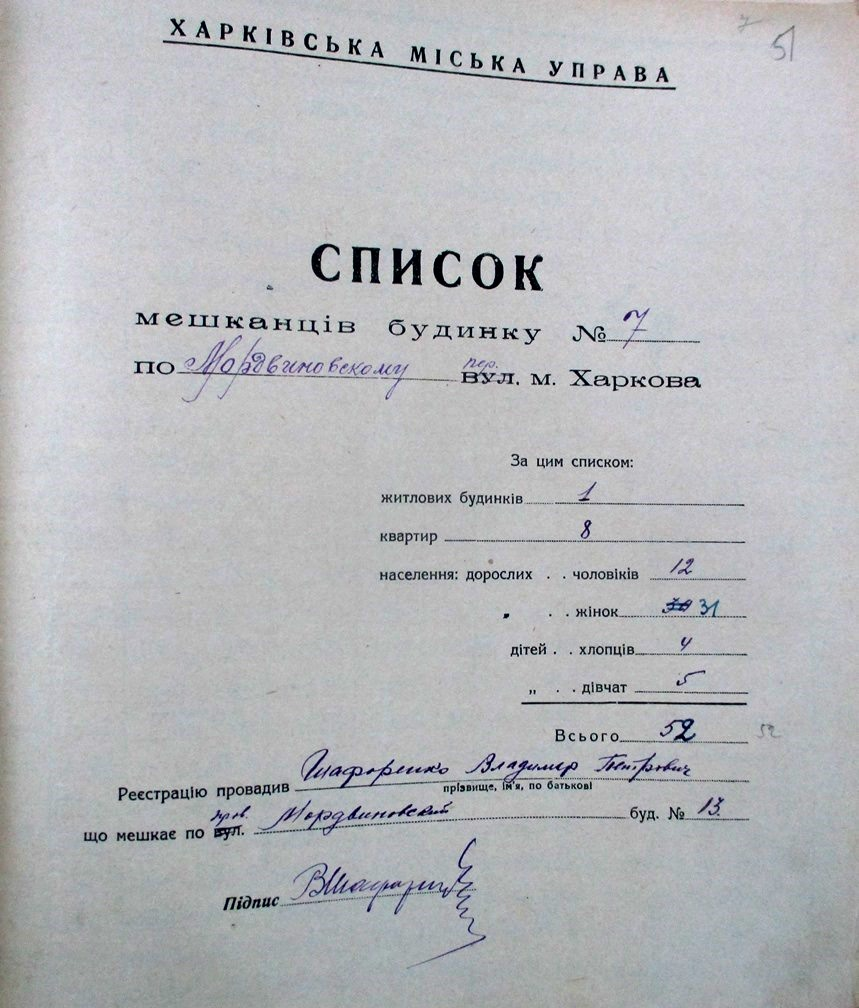

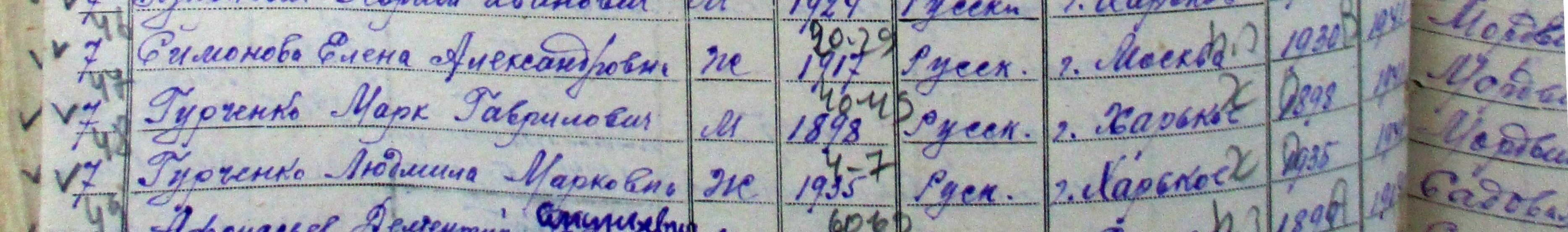

Людми́ла Ма́рківна Гу́рченко (12 листопада 1935, Харків, Українська РСР, СРСР — 30 березня 2011, Москва, Росія) — радянська і російська акторка театру і кіно, естрадна співачка, композиторка і режисерка українського походження. Народна артистка СРСР (1983). Лауреатка Державної премії РРФСР ім. братів Васильєвих (1976), Державної премії Російської Федерації (1994) та низки мистецьких і кінопремій, зокрема кінопремії «Ніка» у номінації «Честь та гідність» (2010).

## Біографія

### Дитинство
Народилася 12 листопада 1935 року в Харкові єдиною дитиною в сім'ї. Її батько, Марко Гаврилович, працював забійником на копальні, трохи провчився в музично-драматичному інституті, виступав як баяніст на різних масових заходах від Палацу піонерів, був завгоспом у науковій бібліотеці ім. Короленка. Мати, Олена Олександрівна Сімонова, москвичка з «дворян давнього роду», була вихована в суворості й отримала гарну освіту, вела гуртки художньої самодіяльності.

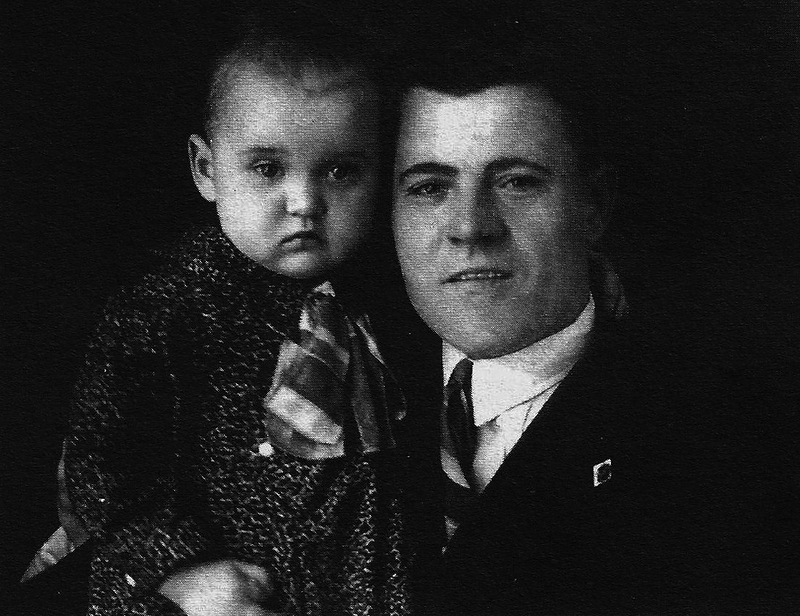
Людмила з батьком (1936)

За версією російськомовної Википедии 29.10.1941 року батько добровольцем пішов на фронт, пройшов усю війну з концертною бригадою. Але у перепису населення, проведеному окупаційною владою у грудні 1941 року, склад родини включає 3 особи, у тому числі присутній Марко Гаврилович. Тому твердження про то,що батько пішов на фронт добровольцем у 1941р. не відповідає дійсності. Крім того,з 01.05.1942 по 20.08.1942р. він працював баяністом в "кафе-закусочной", а з 14.09.1942р. сам став власником "кафе-столовой" за адресою вул.Клочковська,16. У переписі населення за липень 1943 року родина включає 2 особи, Олена Олександрівна записана як «вдова», працювала у німецькій військовій частині, яка розташовувалась по Сердюківському пров.
Шестирічна Людмила залишалася з мамою в окупованому Харкові. Безтурботне життя скінчилося. Довгі нудні черги за водою до ополонки, холод промерзлої квартири, шибениці в центрі базару, страх, що мама не повернеться додому.

### Освіта

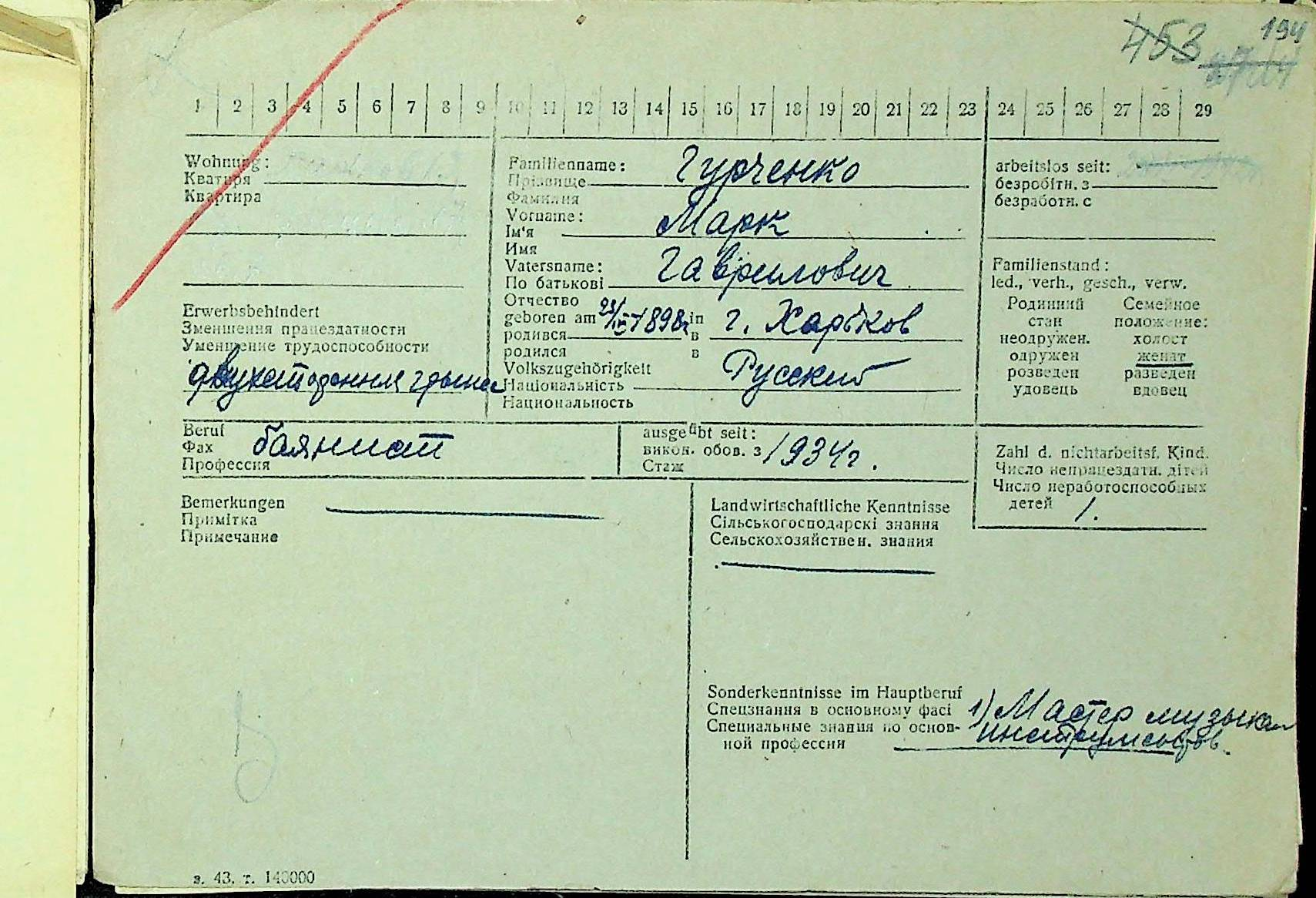

Після визволення міста Людмила пішла до школи (зараз це Комунальний заклад «Харківська гімназія № 6 „Маріїнська гімназія“ Харківської міської ради Харківської області»). Восени 1944 р. склала іспити до музичної школи ім. Бетховена в «клас охорони дитячого голосу». На прослуховуванні вона виконувала «пісню з жестикуляцією» «Про Вітю Черевичкіна». Педагоги ридали від сміху. Дівчинку зарахували в «майбутні акторки». В музичній школі говорили, що вона «пече пісні, як млинці», навчаючись усьому на ходу. Вже тоді Людмила любила тільки співати, «теорію музики відразу ж забула, а до гармонії так і не дійшла». У задушливому, забитому людьми вагоні маленька Людмила дала свій перший концерт на замовлення, за який захоплені попутники «хто скільки може заплатив». Це був її перший заробіток. Усі гроші пішли на оплату музичної школи. У вересні 1945 р. додому повернувся батько.
Закінчила Всеросійський державний інститут кінематографії імені С. А. Герасимова (1958, майстерня С. Герасимова і Т. Макарової). Акторка Театру-студії кіноактора (до 1964), театру «Современник» (1964—1966), Держконцерту (1966—1969).

### Кар'єра

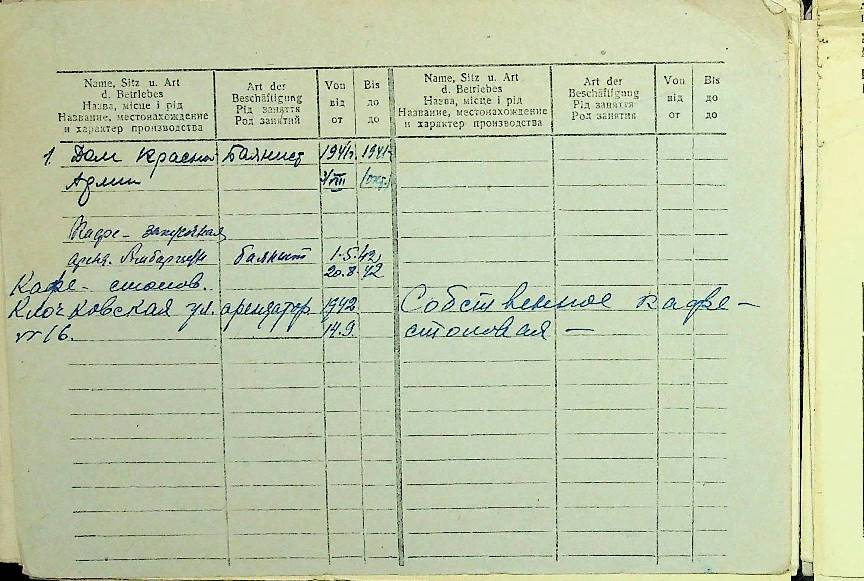

На другому курсі інституту Гурченко знялася в невеликих ролях у фільмах «Дорога правди» і «Серце б'ється знову». А потім на неї звалилася слава «Карнавальної ночі» (1956). Цей фільм був експериментом для всіх членів знімальної групи. Сценарій Б. Ласкіна і В. Полякова кілька років нікого не цікавив. Режисер Е. Рязанов робив свою першу художню картину. А Людмила Гурченко з Юрієм Бєловим уперше потрапили на головні ролі.
Пізніше акторка зіграла у низці стрічок: «Дівчина з гітарою» (1958), «Роман і Франческа» (1960), «Приборкувачі велосипедів» (1963), «Балтійське небо (фільм)», «Робітниче селище».
1969 р. їй було присвоєно звання заслуженої артистки РРФСР. Знялася у фільмах «Білий вибух» (1970), «Один із нас», «Дорога на Рюбецаль» (1971), «Тінь» (1972). За роль у фільмі «Старі стіни» удостоєна Державної премії РРФСР.
Виконавиця комедійних і драматичних ролей у понад 80 кіно- і телефільмах. Знялася у фільмах «Двадцять днів без війни» (1976), «Небесні ластівки» (1976), «П'ять вечорів» (1978), «Сибіріада» (1978), «Вокзал для двох» (Віра, 1982), «Польоти уві сні та наяву», «Прохіндіада, або Біг на місці» (1984), «Любов і голуби» (1984) та ін. Зіграла у низці кінострічок українських кіностудій.
У 2000 р. знялася у фільмі Е. Рязанова «Старі шкапи».
Співачка, творчиня і виконавиця відеомузичних композицій «Пісні війни» та «Улюблені пісні». На фінальному концерті Фестивалю «Пісня року» «Пісня-99» у 2000 році у Москві Людмила Гурченко нагороджена «Премією імені Клавдії Шульженко». Вона сказала: «Я маю багато різних нагород, але ця — найдорожча».
У 2009 році у співавторстві з Д. Коробкіним зняла свою єдину режисерську роботу — фільм «Строкаті сутінки», основою для якого стала історія сліпого талановитого піаніста Олега Аккуратова. У цьому фільмі Гурченко одночасно виступила як авторка ідеї, композиторка, виконавиця ролі. Прем'єра картини відбулася у 2010 році.

### Особисте життя
Людмила Гурченко була одружена п'ять разів. Її першим чоловіком з 1953 по 1955 рік був кінорежисер, сценарист і актор Василь Ординський (1923—1985).
У 1958 році одружилася зі сценаристом та істориком Борисом Андронікашвілі, сином письменника Бориса Пільняка. 5 червня 1959 року народила доньку Марію Корольову, яка померла 8 листопада 2017 року від серцевої недостатності. Онук Гурченко — Марк Олександрович Корольов (22 вересня 1982 — 14 грудня 1998), помер від передозування наркотиками. Внучка Олена Олександрівна Корольова (нар. 17 листопада 1983).
З 1962 по 1964 рік Гурченко була одружена з актором Олександром Фадєєвим, сином народної артистки СРСР Ангелини Степанової та прийомним сином письменника Олександра Фадєєва.
У 1967 році пошлюбила естрадного співака Йосипа Кобзона, з яким розлучилася в 1970.
Влітку 1973 року під час підготовки щорічної програми «Співає товариш кіно» Гурченко познайомилася з піаністом та аранжувальником Костянтином Тобяшевичем Купервейсом (нар. 30 липня 1949), на той момент був одруженим. Незабаром у них почався роман, що переріс у громадянський шлюб, який тривав 18 років.
У 1991 році під час зйомок фільму «Сексказка» познайомилася з кіно продюсером Сергієм Сеніним (нар. 8 лютого 1961), в тому ж році одружилася.
Двоюрідний брат — Анатолій Єгорович Гурченков (1941—2016, із сестрою не бачився 50 років, жив у селі Дунаївщина Шум'яцького району Смоленської області; двоюрідна сестра — Валентина, живе в Естонії.

### Смерть
Людмила Гурченко померла 30 березня 2011 року в Москві, про що повідомив її чоловік. Причина смерті — серцева недостатність. Похорон відбувся 2 квітня 2011 року. За заповітом її не відспівували в церкві, а громадянську панахиду не проводили через брак часу. Після прощання з простими шанувальниками таланту Людмилу Гурченко в супроводі найближчих рідних поховали на Новодівичому кладовищі поруч із Олегом Янковським і Вячеславом Тихоновим.

## Вшанування пам'яті
У її рідному місті Харків є провулок Людмили Гурченко та встановлено пам'ятник.

## Звання і нагороди
- Заслужена артистка РРФСР (1969)
- Народна артистка РРФСР (1977)
- Народна артистка СРСР (1983)
- Орден Трудового Червоного Прапора (1981)
- Орден «За заслуги перед Вітчизною» IV ступеня (2000)
- Орден «За заслуги перед Вітчизною» III ступеня (2005)
- Орден «За заслуги перед Вітчизною» II ступеня (2010)[8]

## Фільмографія
Акторка:
1. 1956 — Дорога правди — Люся
2. 1956 — Карнавальна ніч — Олена Крилова
3. 1956 — Серце б'ється знову — Таня
4. 1958 — Дівчина з гітарою — Таня
5. 1959 — Зірки зустрічаються в Москві — виконавиця пісні в дуеті з Марком Бернесом
6. 1960 — Роман і Франческа — Франческа Карродіні
7. 1960 — Спійманий чернець — Ізабелла
8. 1961 — Балтійське небо — Соня Бистрова
9. 1961 — Повія — Христина Притика
10. 1961 — Людина нізвідки — Олена
11. 1963 — Приборкувачі велосипедів — Рита Лаур
12. 1964 — Одруження Бальзамінова — Устенька
13. 1965 — Робоче селище — Марія Лещеева
14. 1966 — Будується міст — Женя
15. 1966 — Ні і так — Люся Корабльова
16. 1967 — Підірване пекло — Грета
17. 1969 — Білий вибух — Віра Арсенова
18. 1969 — Москва в нотах
19. 1970 — Один з нас — Клава Овчарова
20. 1970 — Мій добрий тато — Валентина Миколаївна
21. 1971 — Дорога на Рюбецаль — Шура Соловйова
22. 1971 — Корона Російської імперії, або Знову невловимі — шансонетка Аграфена Заволзька
23. 1971 — Тінь — Співачка Юлія Джулі
24. 1972 — Цирк запалює вогні — Лоліта
25. 1972 — Літні сни — Галина Сахно
26. 1972 — Карпухін — Овсяннікова
27. 1972 — Тютюновий капітан — Мадам Нініш, господиня готелю
28. 1973 — Діти Ванюшина — Клавдія Щоткіна
29. 1973 — Дача — «Степановичу» — дружина художника
30. 1973 — Двері без замка — Ганна Іванівна
31. 1973 — Старі стіни — Ганна Григорівна
32. 1973 — Відкрита книга — Глаша Рибакова
33. 1975 — Крок назустріч — Валентина Степанівна
34. 1975 — Щоденник директора школи — Інна Сергіївна
35. 1975 — Солом'яний капелюшок — Клара Бокардон
36. 1976 — Строгови — Капітоліна
37. 1976 — Двадцять днів без війни — Ніка
38. 1976 — Мама — Тітка Маша, Мама-Коза
39. 1976 — Сентиментальний роман — Марія Петриченко
40. 1976 — Злочин — Люба
41. 1976 — Небесні ластівки — Коріна
42. 1977 — Сімейна мелодрама — Валентина Барабанова
43. 1977 — Друга спроба Віктора Крохіна — Люба Крохіна
44. 1977 — Зворотний зв'язок — Вязнікова
45. 1978 — Коли йдеш – іди — Аліса Суліна
46. 1978 — Сибіріада — Тая Соломіна
47. 1978 — Красень-чоловік — Сусанна
48. 1978 — Пізнаючи білий світ — Незнайомка
49. 1978 — Острови в океані (ТБ) — дружина Гадсона
50. 1978 — Бенефіс Людмили Гурченко — Акторка / Стара / Нініш / Розбійниця / Наполеонша / Бабетта / Ельвіра / Піратка / Пастушка / Черниця / білошвейка / Дівчина / Дженні / Чоботарка / Прессекретарка
51. 1979 — Особливо важливе завдання — Ельвіра
52. 1979 — П'ять вечорів — Тамара Василівна
53. 1980 — Ідеальний чоловік — Місіс Лора Чівлі
54. 1981 — Улюблена жінка механіка Гаврилова — Маргарита Сергіївна Соловйова
55. 1981 — Відпустка за свій рахунок — Ада Петрівна, супроводжуюча тургрупи
56. 1982 — Польоти уві сні та наяву — Лариса Юріївна Кузьміна
57. 1982 — Вокзал для двох — Віра Нефедова
58. 1983 — Рецепт її молодості — Емілія Марті
59. 1983 — Шурочка — Раїса Петерсон
60. 1983 — Магістраль — Капітоліна Гвоздьова
61. 1984 — Прохіндіада, або Біг на місці — Катерина Іванівна Любомудрова
62. 1984 — Любов і голуби — Раїса Захарівна
63. 1985 — Аплодисменти, аплодисменти... — Акторка Гончарова
64. 1987 — Претендент — Керол
65. 1987 — Мрійники — Аполлінарія Спенсер
66. 1988 — Опік — Ганна
67. 1988 — Дорога до пекла — Марта Хольман
68. 1989 — А чи був Каротин? — Курнатова-Борджіа
69. 1990 — Імітатор — Співачка
70. 1990 — Нелюд, або В раю заборонено полювання — Зоя Михайлівна Шерстобітова
71. 1990 — Наша дача — Людмила Козлова
72. 1990 — Моя морячка — Людмила Пашкова
73. 1991 — Сексказка — Діана, диявол в жіночій подобі
74. 1991 — Віват, гардемарини! — Йоганна, мати принцеси Фіке
75. 1992 — Білі одежі — Туманова
76. 1992 — Прощальні гастролі — Ніна Володимирівна
77. 1992 — Гардемарини 3 — Йоганна, мати принцеси Фіке
78. 1993 — Люблю
79. 1993 — Послухай, Фелліні! — Віра, акторка
80. 1994 — Прохіндіада 2 — Катерина Іванівна Любомудрова
81. 1996 — Четверо
82. 1997 — Старі пісні про головне 2
83. 2000 — Старі шкапи — Єлизавета
84. 2000 — Старі пісні про головне (постскриптум)
85. 2000 — Жіноче щастя — Маргарита
86. 2000 — Прощавай, Двадцяте…
87. 2002 — Безсовісні
88. 2004 — Якщо завтра в похід…
89. 2005 — Дванадцять стільців — Олена Боур
90. 2005 — Обережно, Задов! 2 — Тоня
91. 2005 — Взяти Тарантіно
92. 2005 — Горинич і Вікторія
93. 2006 — Карнавальна ніч-2, або П'ятдесят років по тому — камео
94. 2008 — Вища міра — голова кримської мафії
95. 2009 — Строкаті сутінки — Ганна Дмитрівна Семенова, співачка

Кінокомпозиторка:
1. 1990 — Моя морячка
2. 1993 — Люблю
3. 2009 — Строкаті сутінки

Режисерка-постановниця:
1. 2009 — Строкаті сутінки (у співавт.)

## Дискографія
- Гурченко Л., Миронов А. Старый граммофон /Н. Олев/ // Якушенко И. Не люблю прощания: песни.
- Гурченко Л., Гердт З. /Песни о несостоявшихся надеждах/ //Песни на стихи Б. Окуджавы из кинофильмов.
- Гурченко Л. Песни военных лет /муз. композиция В. Давыденко/.
- Дунаевский М. Три мушкетера, мюзикл /Инсценировка М. Айзенберга по стр. романа А. Дюма. Тексты песен Ю. Ряшенцева. Кэт — Л. Гурченко. ВИА «Фестиваль» Д. Атовмяна.
- Гурченко Л. Команда молодости нашей. Песня.
- Гурченко Л. Песня про Харьков. Песня.

## Літературна творчість
Авторка спогадів «Моё взрослое детство» (М., 1983) та «Аплодисменты» (М., 1997), «Балет життя», «Люся, стоп!».